# Корсунський Олександр Рафаїлович
Олександр Рафаїлович Корсунський (нар. 6 (19) січня 1914, Катеринослав — пом. 15 лютого 1980, Москва) — радянський історик, професор, медієвіст, педагог, фахівець з історії ранньосередньовічної Іспанії. Доктор історичних наук, професор.
Найважливішою сферою його досліджень була історія Римської імперії та Готської Іспанії VI—VII століть, проблеми переходу від рабовласницького ладу до феодалізму у Європі. Опублікував близько 70 наукових праць, які були широко відомі серед істориків не тільки в СРСР, але і за кордоном.

## Біографія
Народився 1914 року в родині бухгалтера Рафаїла Берловича Корсунського, чия родина походила з Ротмістрівки та Олександрії. У 1925 році сім'я переїхала до Москви.
У 1938 році закінчив з відзнакою історичний факультет Московського педагогічного інституту. Вступив до аспірантури по кафедрі історії середніх віків. Серед його вчителів були видатні радянські історики-медієвісти М. П. Грацианський та О. В. Неусихін.
Головна сфера наукових інтересів Олександра Корсунського — проблеми періоду раннього середньовіччя. Він починає працювати над історією вестготської Іспанії, яка на той момент була ще мало вивчена у вітчизняній історіографії. Працював викладачем. 26 травня 1941 року, за місяць до початку війни, захистив кандидатську дисертацію.
В роки німецько-радянської війни пішов добровольцем на фронт. Починав лейтенантом, дослужився до звання підполковника. Воював на Брянському фронті, потім на Воронезькому, 1-му Українському і 4-му Українському фронтах. Брав участь у визволенні України, Польщі, Берліна. Відзначений низкою нагород.
Після закінчення війни, через те, що він знав кілька мов (німецька мова — досконало), його залишили в управлінні Радянської військової адміністрації в Німеччині. Паралельно він читав лекції у Вищому загальновійськовому командному училищі. У 1953 році був демобілізований і повернувся в Москву.
У повоєнні роки написав низку праць і статей з новітньої історії Німеччини, а також на різні соціологічні теми. З 1953 по 1960 рр. викладав на кафедрі марксизму-ленінізму Московського інституту нафтохімічної і газової промисловості ім. Губкіна. З 1960 року викладав на кафедрі історії середніх віків історичного факультету МДУ. Читав загальний курс історії середніх віків, джерелознавство, спеціальні курси з історії Іспанії та ряд інших семінарів і практичних занять. У 1965 році захистив докторську дисертацію, став професором. Під його керівництвом захистились кілька поколінь студентів та аспірантів.
Крім історії Іспанії, одночасно розробляв проблеми ранньофеодальної держави і громади, соціально-економічного розвитку Пізньої Римської імперії і переходу від античності до середньовіччя, формування етнічних спільнот та можливості вимірювання соціальних явищ в історичних джерелах. В останні роки сконцентрував увагу на вивченні церкви і єресей.
Брав участь у міжнародних конгресах істориків (Москва, Ленінград, Сан-Франциско, Берлін, Варшава). Його статті переводилися і видавалися в НДР, Іспанії, Румунії та інших країнах.
Одна з перших великих його робіт: «Утворення ранньофеодальної держави в Західній Європі» (1963). Також у 1969 році було видано монографію «Готська Іспанія». На цю ж тему була захищена і докторська дисертація. Згодом він розширив сферу своїх досліджень до XIII ст., що переросло в нову велику роботу — «Історія Іспанії IX—XIII ст.» (1976). Незадовго до своєї смерті, він, спільно з істориком з НДР Рігобертом Гюнтером, підготував монографію «Падіння Західної Римської імперії і виникнення німецьких королівств до середини VI століття», видану паралельно німецькою і російською мовами в НДР і СРСР вже після смерті історика. Публікував статті у наукових журналах: «Питання історії», «Вісник давньої історії», «Середні віки» та «Византийский временник».
Під час німецько-радянської війни, в польському гетто познайомився з єврейською жінкою Ідою, з якою одружився в Берліні, вже після закінчення війни. Разом вони прожили все життя. Там же у них народився син Льова (пом. 2008).
Олександр Рафаїлович Корсунський раптово помер 15 лютого 1980 року у віці 66 років.

## Основні роботи
- Немецкие правые социал-демократы на службе у американо-английских поджигателей войны. М: Гос. изд-во полит. лит-ры, 1952—186 с.
- Образование раннефеодального государства в Западной Европе. М.: Издательство МГУ, 1963. 188 с.
- Готская Испания (Очерки социально-экономической и политической истории). М.: Издательство МГУ, 1969. 328 с.
- Возникновение феодальных отношений в Западной Европе. Учебно-методическое пособие. М.: Издательство МГУ, 1973. Вып. 2. 120 с.
- История Испании IX—XIII веков (Социально-экономические отношения и политический строй Астуро-Леонского и Леоно-Кастильского королевства). Учебное пособие. М.: Высшая школа, 1976. 139 с.
- Возникновение феодальных отношений в Западной Европе. Учебное пособие. М.: Издательство МГУ, 1979. Вып. 3. 86 с.
- Корсунский А. Р., Гюнтер Р. Упадок и гибель Западной Римской империи и возникновение германских королевств (до середины VI в.) / Пер с нем. М. И. Левиной. М.: Издательство МГУ, 1984. 256 с.